# Броктон (Онтарио)
Броктон (енгл. Brockton) је општина у Канади у покрајини Онтарио. Према резултатима пописа 2011. у општини је живело 9.432 становника.

## Становништво
Према резултатима пописа становништва из 2011. у граду је живело 9.432 становника, што је за 2,2% мање у односу на попис из 2006. када је регистровано 9.641 житеља.
| 2006. | 2011. |
| ----- | ----- |
| 9.641 | 9.432 |